# Helsingforsregionens busstrafik

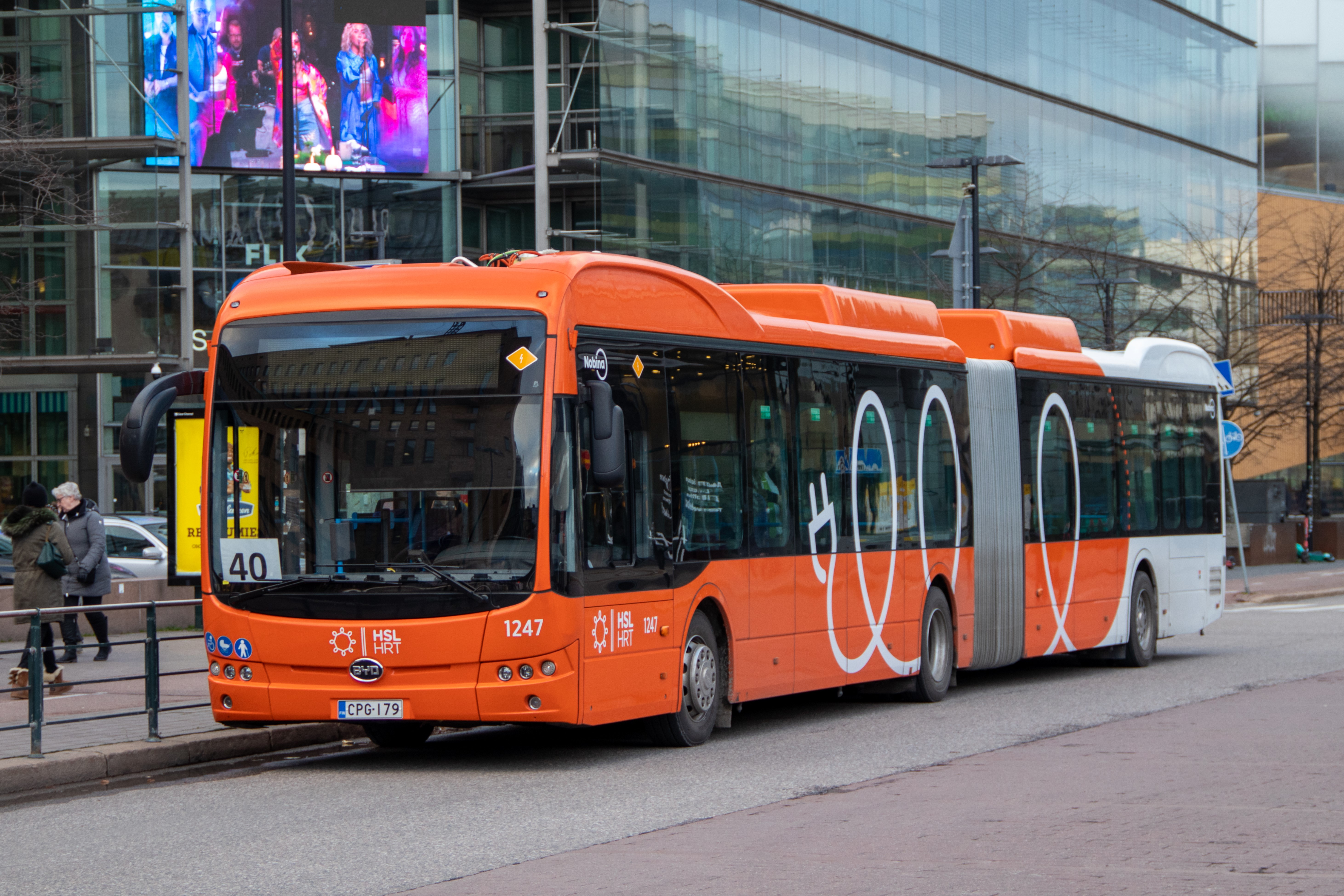
Linje 40

Busstrafiken i Helsingforsregionen är styrd av Helsingforsregionens trafik (HRT) i Helsingfors, Vanda, Esbo, Grankulla, Kyrkslätt, Sjundeå, Kervo, Tusby och Sibbo. Utöver lokaltrafiken trafikerar fjärrtrafiksbussar i samarbete med Matkahuolto till destinationer utanför Helsingforsregionen. Busslinjerna består av vanliga busslinjer, stomlinjer, linjer med minibussar och U-linjer.

## Typer av busslinjer

### Vanliga busslinjer

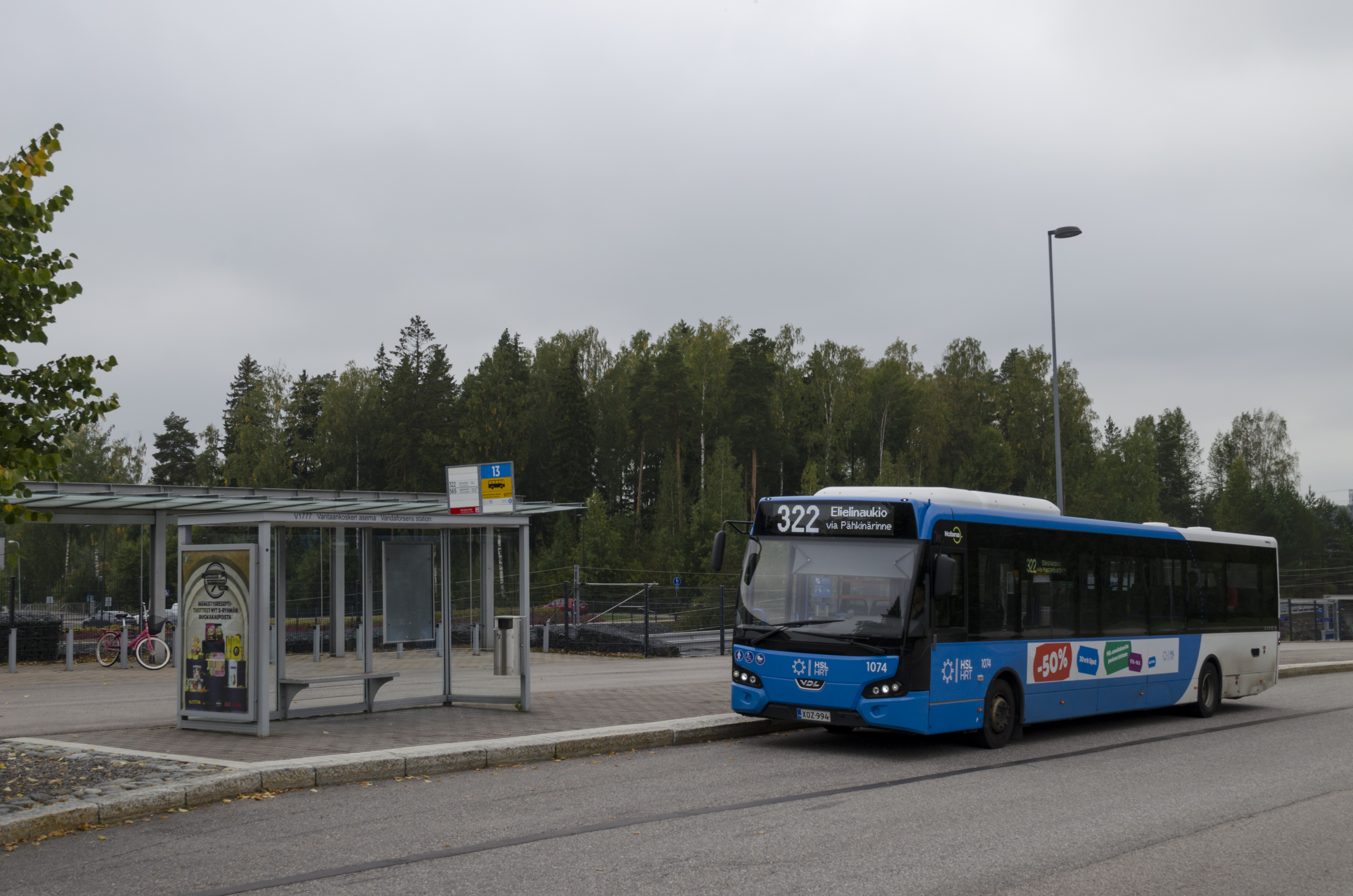
Busslinje 322 vid Vandaforsens järnvägsstation i Vanda.

Majoriteten av busstrafiken utgörs av vanliga busslinjer. De flesta linjer trafikerar hela dagen under hela veckan. En del linjer är pendellinjer som under rusningstid trafikerar från bostadsområden till arbetsplatser under morgonen och omvänt på eftermiddagen. Några linjer är skollinjer, som endast trafikerar under skoldagar till och från skolor. Några busslinjer trafikerar en del av sin sträcka utanför HRT-området, men i undantagsfall kan HRT:s biljetter ändå användas.

#### Numrering

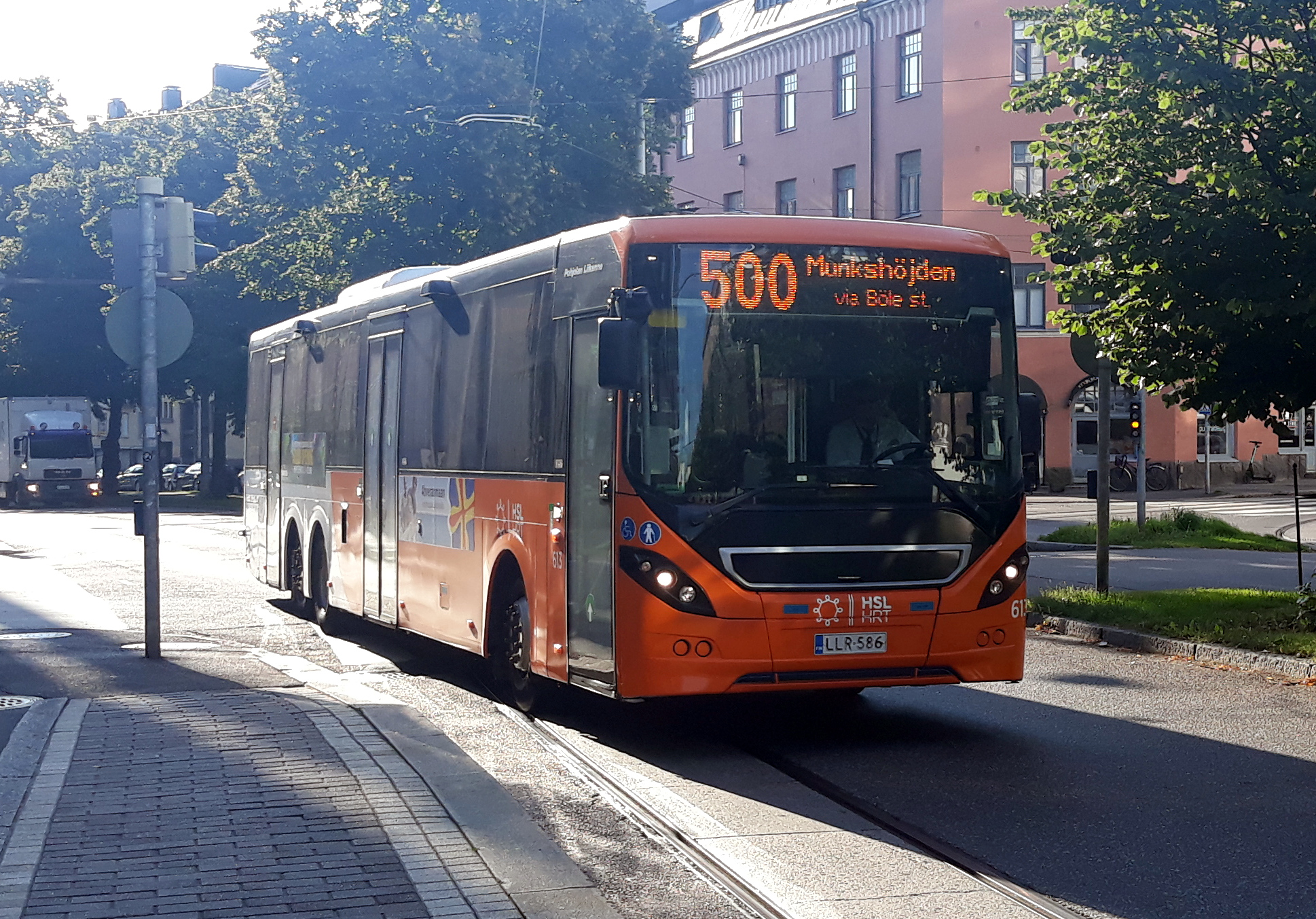
Stomlinje 500.

Numreringen är uppbyggd enligt området som busslinjen trafikerar, dock med undantag. 
Under 100: Inom Helsingfors, linje 30 och 37 till Vanda och 52 och 53 till Esbo. 
100-199: Längs Västerleden och i södra Esbo, Kyrkslätt och Sjundeå. 
200-299: Längs Åboleden och i mellersta Esbo.
300-399: Längs Vichtisvägen och i norra Esbo och sydvästra Vanda.
400-499: Längs Tavastehusleden och i västra Vanda.
500-599: Tvärlinjer som förbinder områden med varandra. Trafikerar inte i Helsingfors centrum. En del av linjerna är stomlinjer.
600-699: Längs Tusbyleden och i centrala Vanda och södra Tusby.
700-799: Längs Lahtisleden och i östra Vanda.
800-899: Längs Österleden och i Östersundom.
900-999: Interna busslinjer inom Kyrkslätt, Sjundeå, Kervo, Tusby och Sibbo.

### Stomlinjer
Stomlinjerna i HRT-området utgörs av metron, närtrafikstågen och nio busslinjer. Stomlinjebussarnas färg är orange. På stomlinjerna trafikerar bussarna i tätare intervaller och har större kapacitet. Man behöver inte visa sin biljett för busschauffören när man stiger ombord. Stomlinjerna ansluter till metro- och järnvägsstationer.

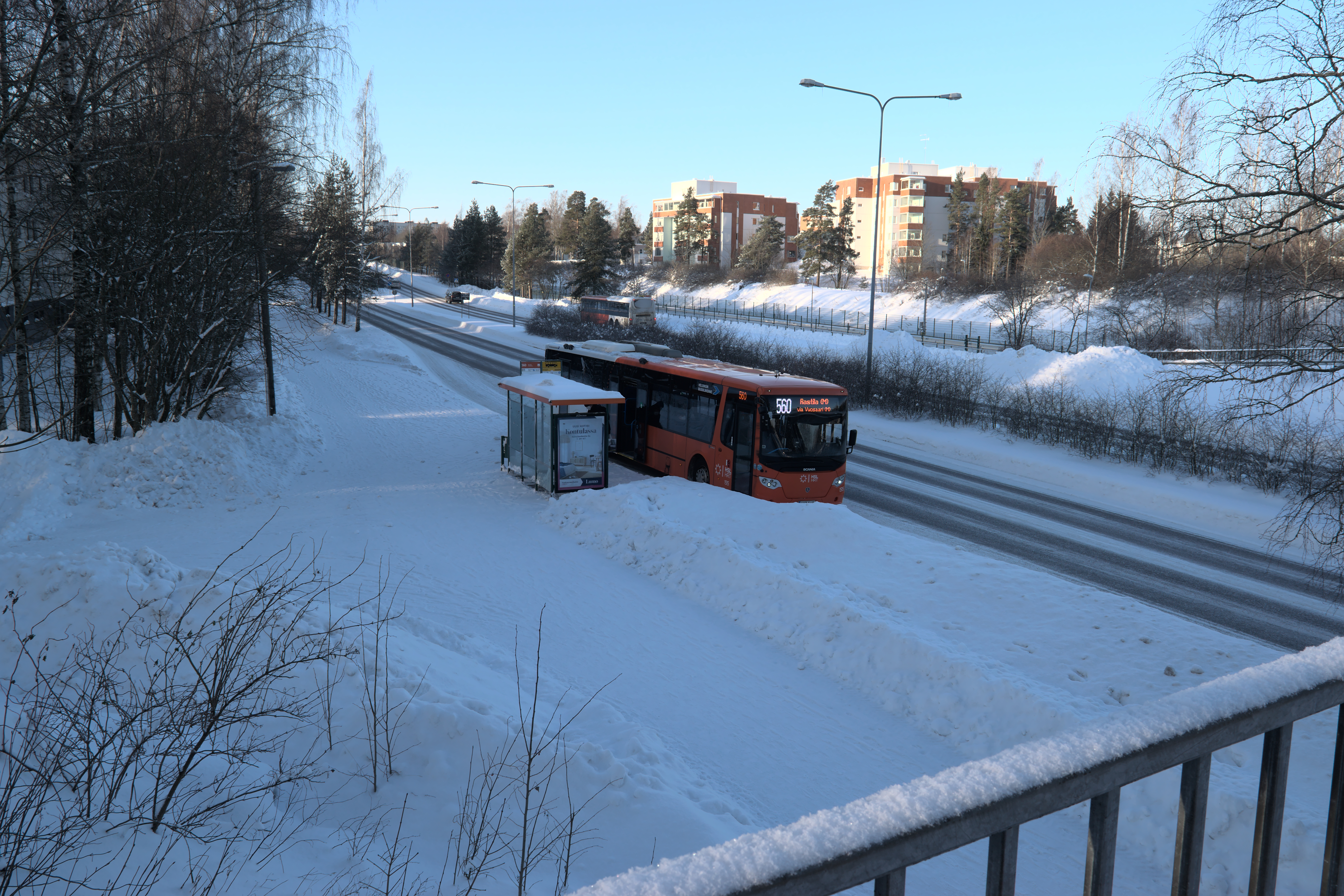
Stomlinje 560 nedanför Vesala gångbro.

 Stomlinjerna kan ha samma nummer som en annan linje tidigare haft. Exempelvis linjenummer 510 användes för en tidigare linje på rutten Mårtensdal-Hagalund.

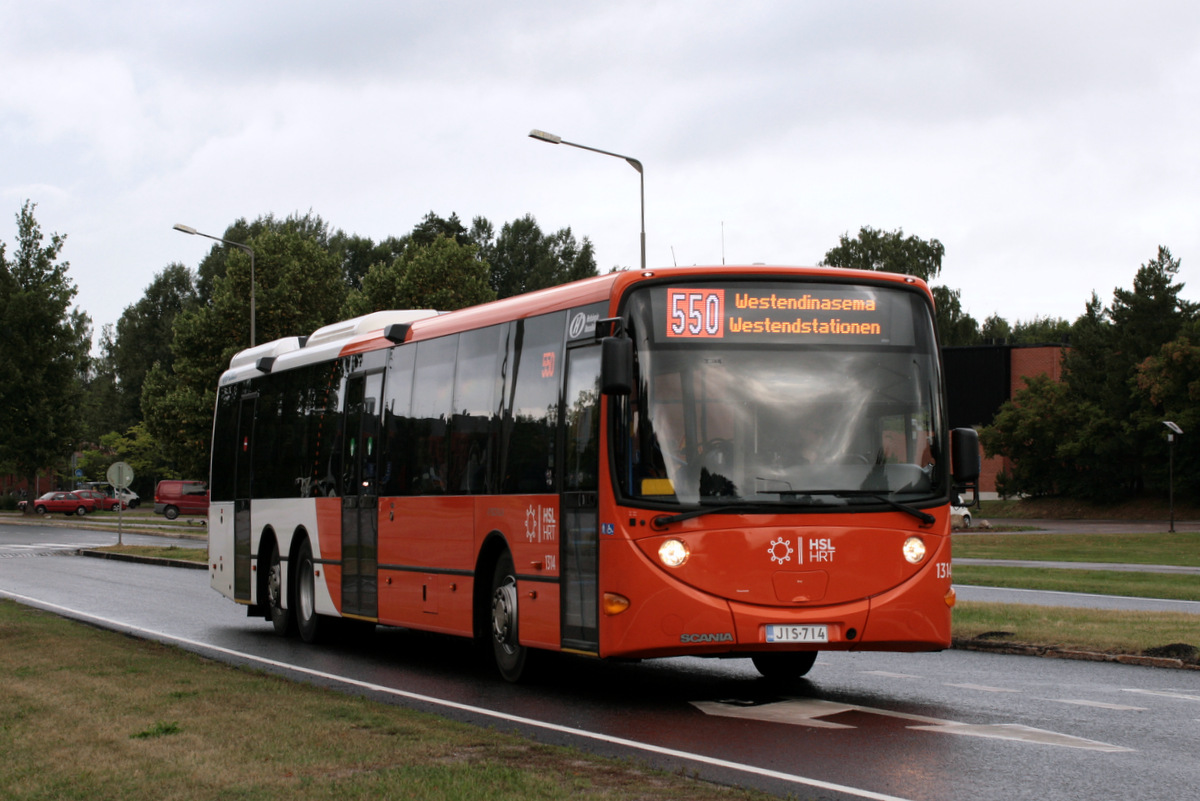
Den nedlagda stomlinjen 550 i Otnäs

- 20 Eira-Munkshöjden
- 30 Eira-Myrbacka
- 40 Elielplatsen-Gamlas
- 200 Elielplatsen-Esbo centrum
- 300 Elielplatsen-Myrbacka
- 400 Kampen-Vandaforsen
- 500 Östra centrum-Munkshöjden
- 510 Stensvik-Hertonäs
- 520 Mattby-Mårtensdal
- 530 Mattby-Myrbacka
- 560 Rastböle-Myrbacka
- 570 Mellungsbacka-Flygplatsen
- 600 Järnvägstorget-Flygplatsen

### U-linjer
En del bussföretag som bedriver fjärrbusstrafik har kontrakt med HRT så att passagerare kan använda HRT-biljetter om resan är inom HRT-området. De flesta U-linjer startar från Kampens fjärrtrafiksterminal i Helsingfors centrum. U-linjerna använder samma numreringssystem som vanliga bussar men med bokstaven U framför linjens nummer.

### Minibusslinjer
En del av busslinjerna trafikeras med minibussar, antingen på samma linje som vanliga bussar under tider med mindre efterfrågan eller helt separat på egna linjer. Största delen av minibusslinjerna använder marknadsföringsnamnet Närbussar. Dessa bussar är planerade med tanke på seniorer och rörelseförhindrade, och trafikeras mellan bostadsområden och köpcentrum, metro- eller järnvägsstationer och liknande. Bussarna kan dock användas av vem som helst.

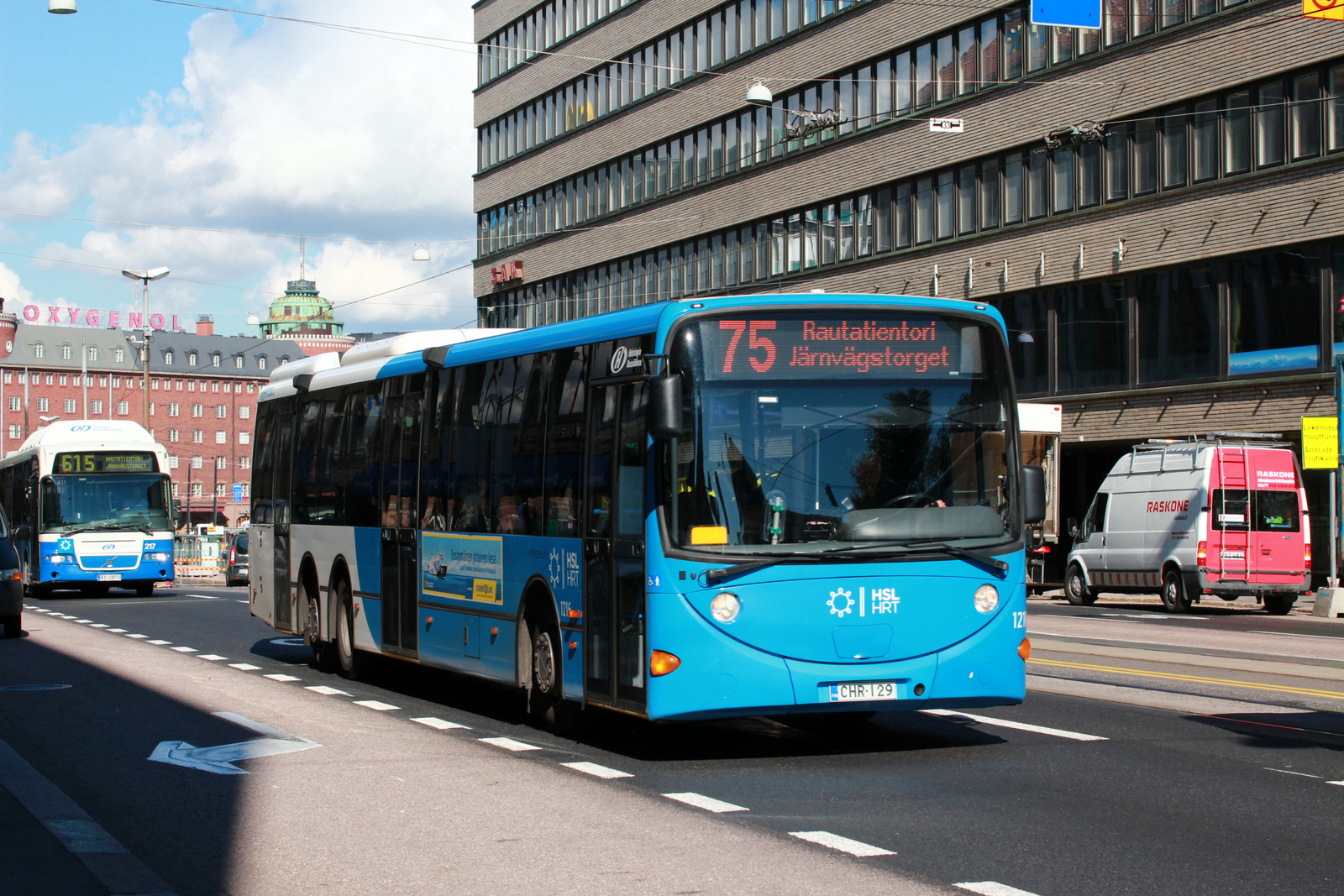
Linje 75 i Hagnäs

Några av minibusslinjerna kan beställas till en valfri plats inom linjens designerade område.

## Bokstävernas betydelser

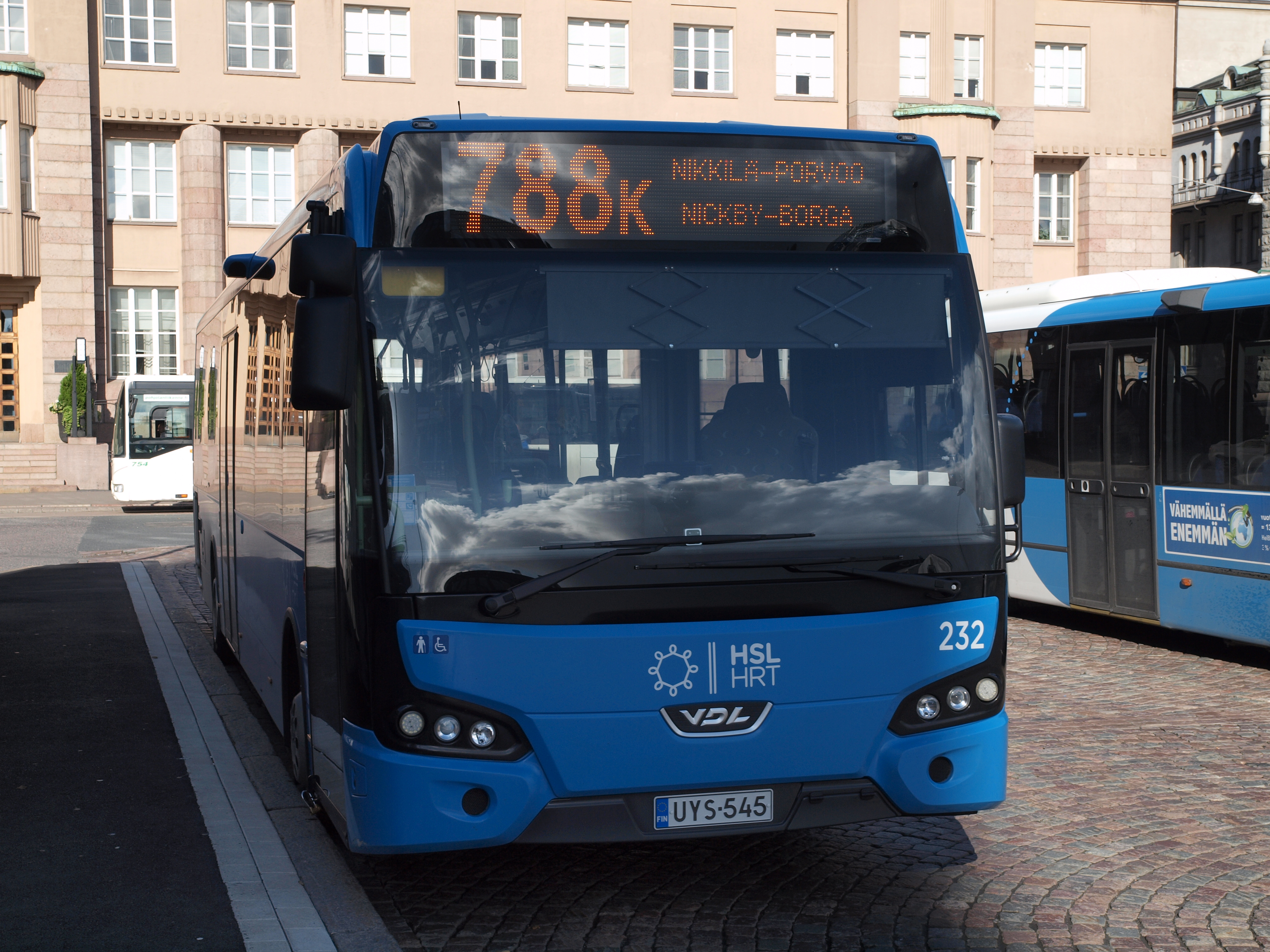
Buss 788K.

I vissa fall används bokstäver efter busslinjens nummer. Bokstäver används i fall när busslinjen skiljer sig på något sätt från den ursprungliga linjen utan bokstav.
- A Rutten är längre än den vanliga
- B Rutten är kortare än den vanliga
- K och T Rutten är delvis en annan rutt än den vanliga
- N Nattlinje
- V Rusningstrafikslinje
- X Linje som ersätter metro, närtåg eller spårvagn eller är en undantagsrutt på en vanlig linje
- Z Rutten är snabbare än den vanliga

## Trafikerare[10]

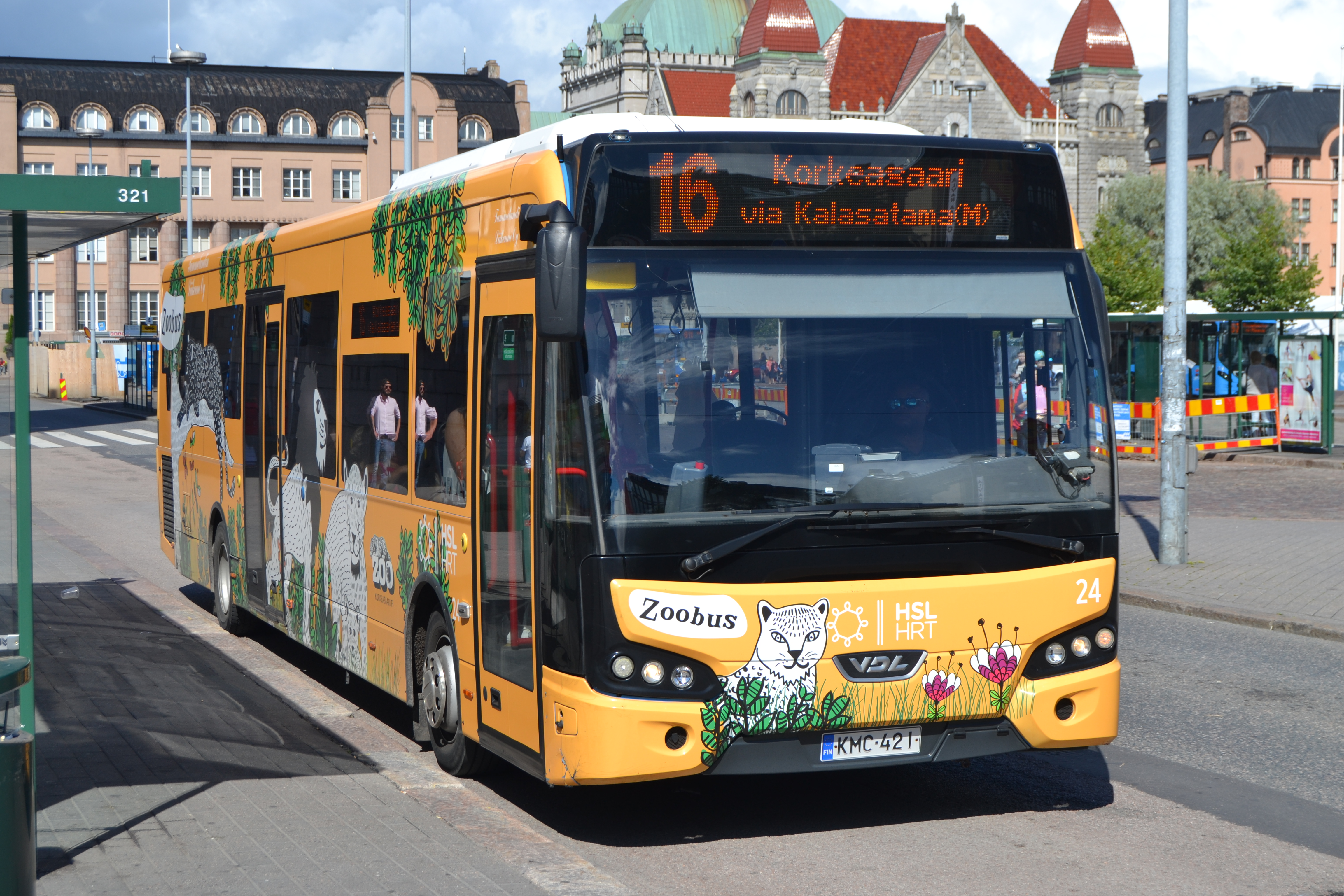
Busslinje 16 i med Högholmens djurparks design.

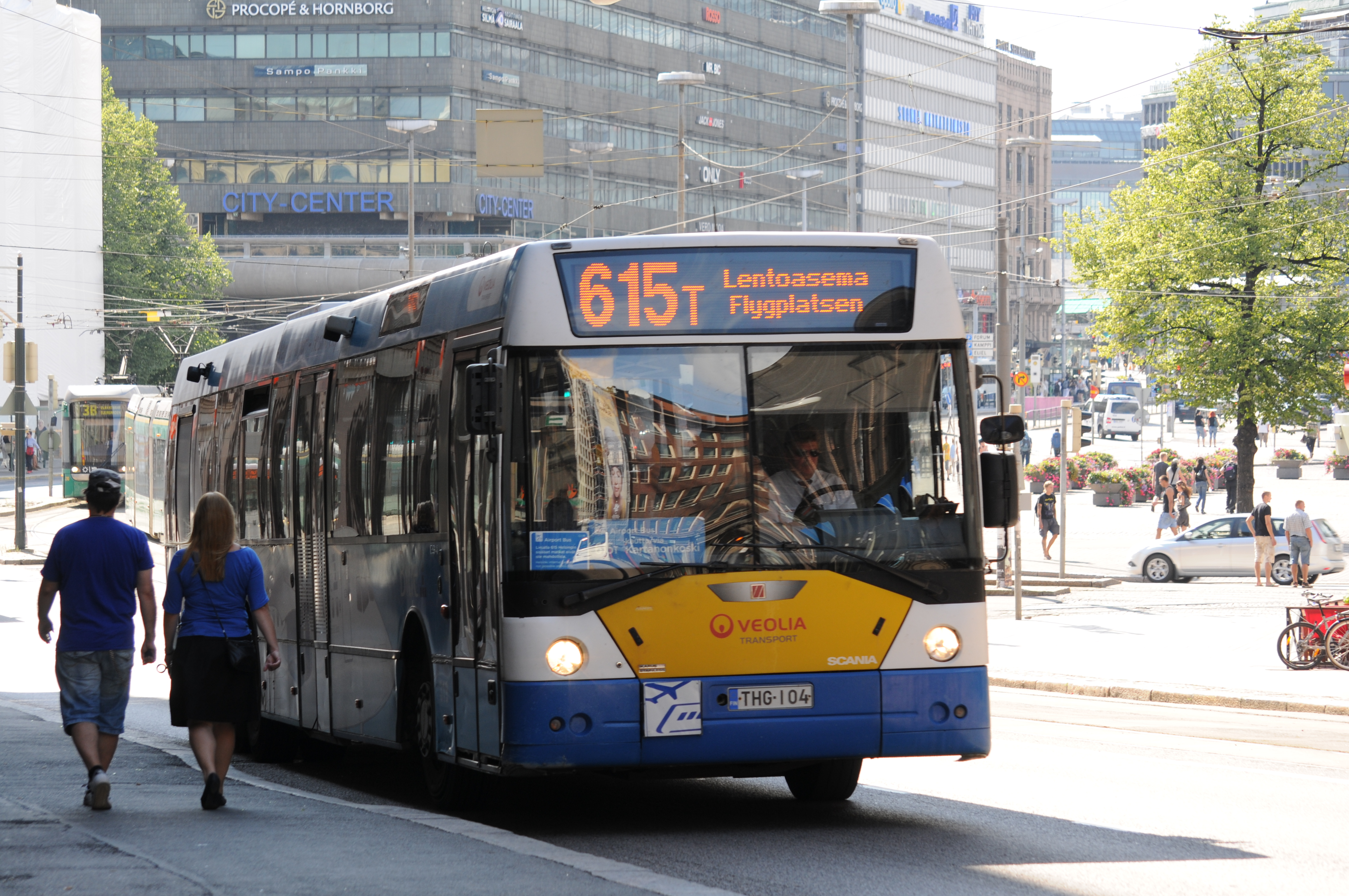
Äldre buss i trafikerarens egna färger.

HRT trafikerar inga linjer själv utan har kontrakt med separata trafikerare. Bussarna ägs av trafikerarna. Listan exkluderar U-linjernas trafikerare.
- Reissu Ruoti: endast minibusslinjer
- Åbergin Linja:
- Helsingin Bussiliikenne: en stor del av Helsingfors interna linjer, östra och västra Vanda och några i västra Esbo
- Nobina: huvudsakligen i Esbo, Vanda och östra Helsingfors
- Nurmijärven Linja / Korsisaari: minibusslinjer i Helsingfors och vanliga busslinjer till och från Nurmijärvi. Tidigare också andra linjer som 224.
- Pohjolan Liikenne: största delen av linjerna i Sibbo, Kyrkslätt, Sjundeå, Tusby och en stor del linjer i Esbo
- Savonlinja: vanliga busslinjer huvudsakligen inom Helsingfors
- Taksikuljetus: både minibusslinjer och vanliga busslinjer
- Tammelundin Liikenne: vanliga busslinjer huvudsakligen i Drumsö och Nordsjö
- Tilausliikenne Nikkanen: endast minibusslinjer
- V-S Bussipalvelut: endast minibusslinjer
- Taksikuljetukset Harri Vuolle Oy:nyckellinjerna i Sjundeå

## Färger
Största delen av bussarna är målade i HRT:s blåa eller orangea färger. En stor del av de äldre bussar som innehavades före skapandet av HRT är fortfarande målade i traikerarens egna färger. Alla bussar som kör U-linjer är målade i trafikerarens egna färger. Bussar som köpts begagnade från en annan trafikerare utanför HRT-området eller som är temporärt i trafik målas ofta vita. Några bussar har reklam på hela utsidan. I specialfall används en specifik design, som busslinje 16 till Högholmens djurpark.

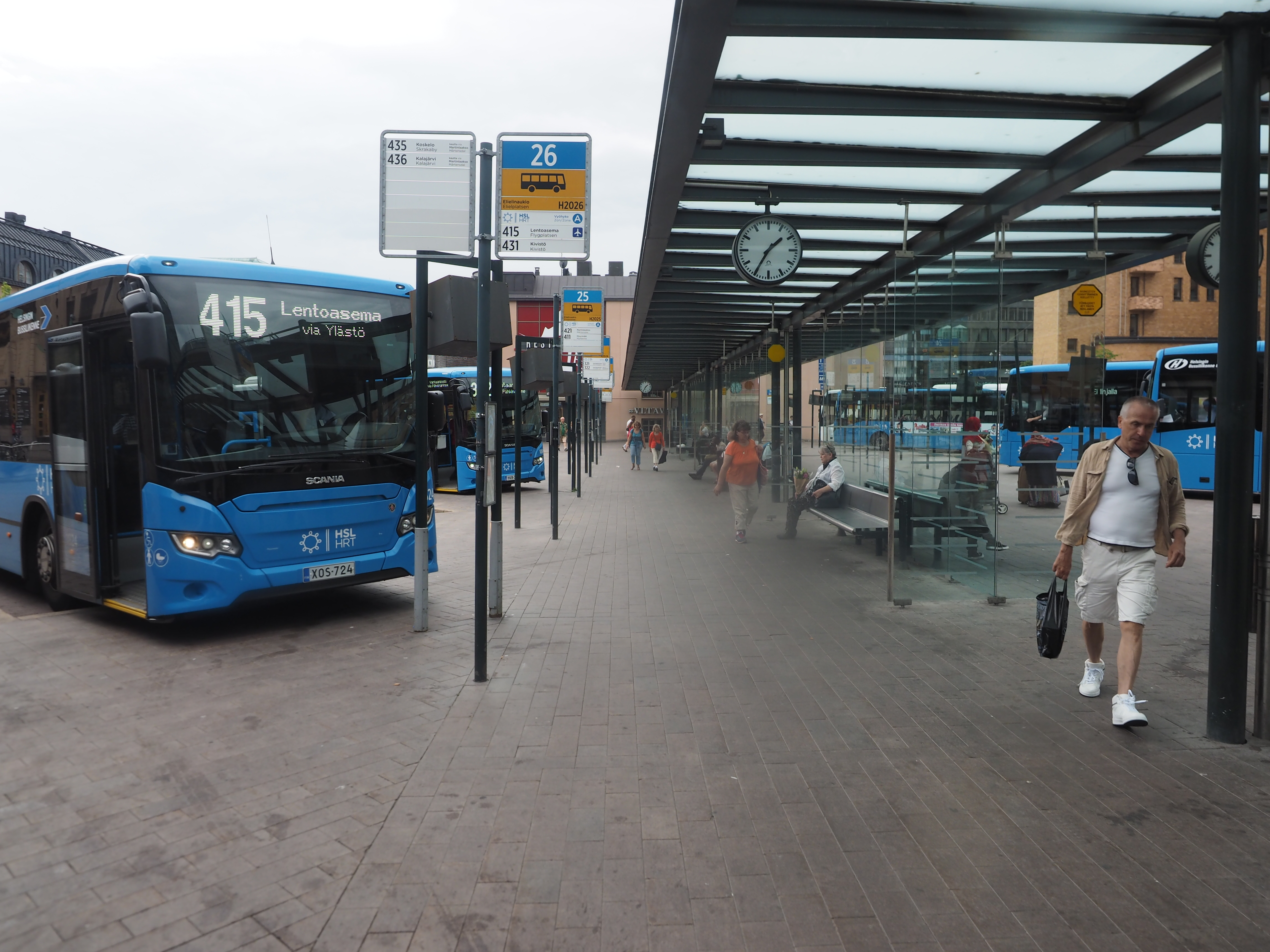
Linje 415 till Flygplatsen vid Elielplatsen

## Busstyper[14]

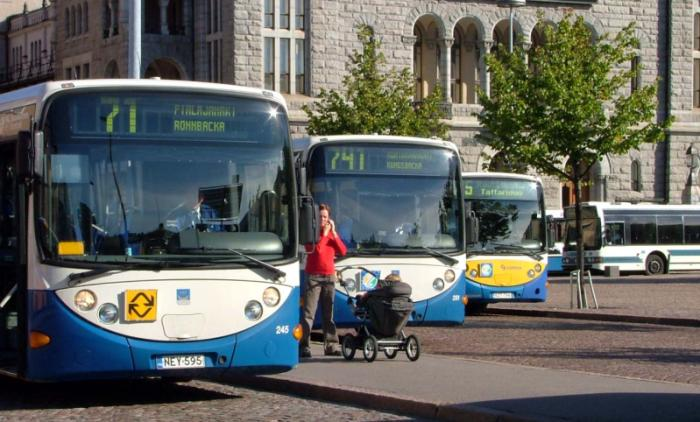
Scala.

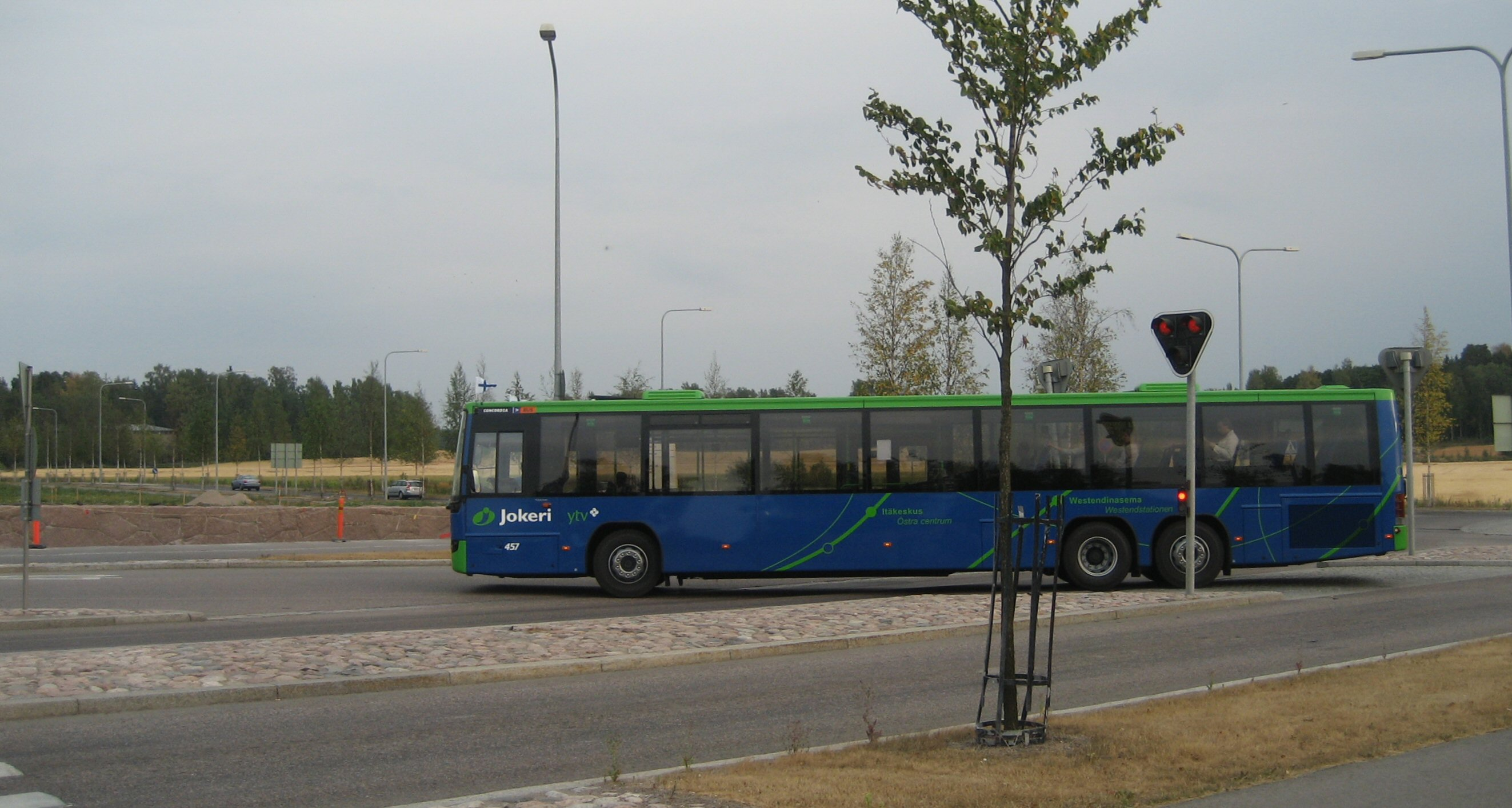
Volvo 8700LE.

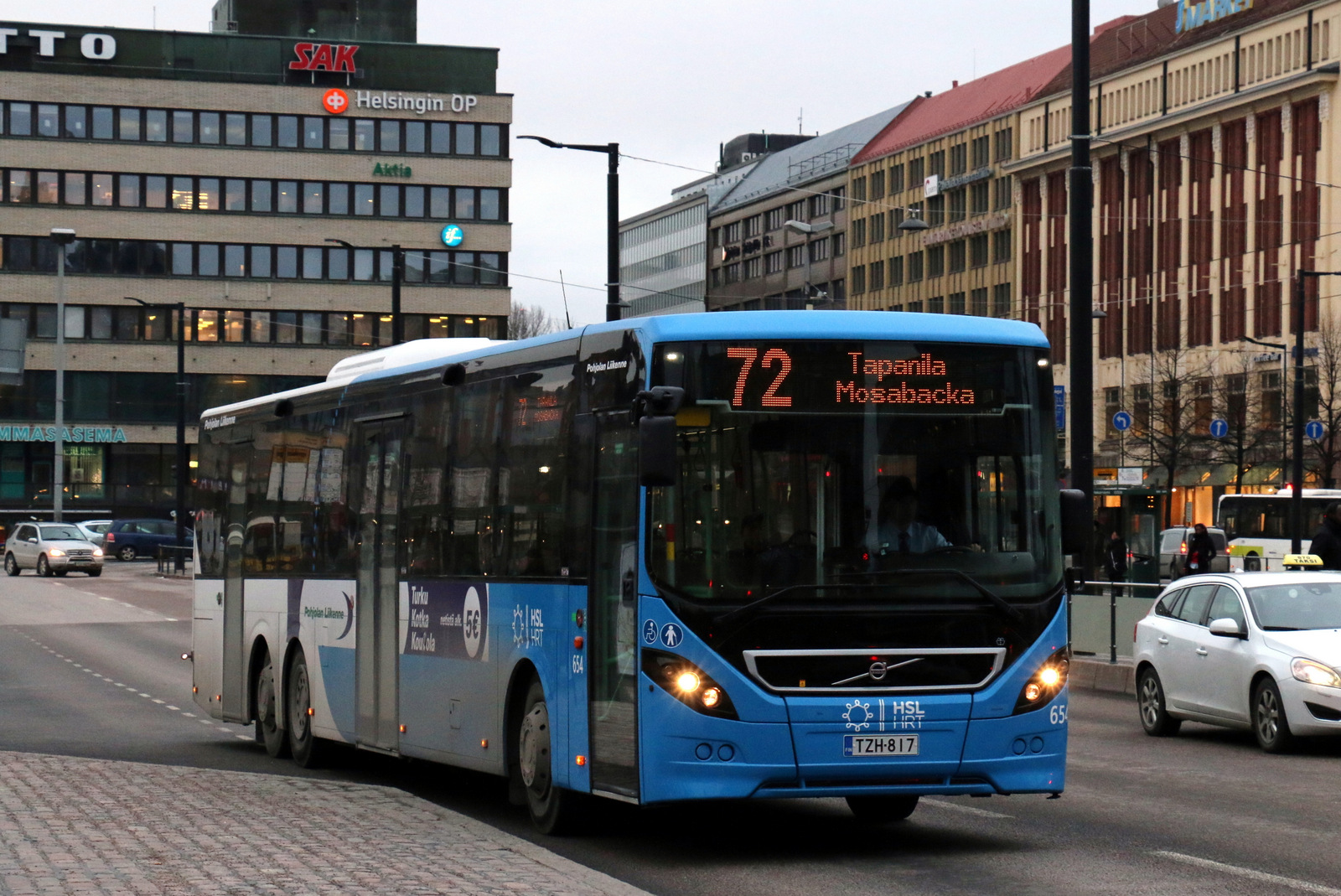
8900LE.

Många olika sorters bussar kör HRT:s trafik. De senaste åren har elbussar utgort en majoritet av nya bussar. På stomlinjerna 20, 30 och 40 trafikerar ledelbussar. U-linjerna och några 900-linjer trafikeras av fjärrtrafiksbussar med högt golv. HRT har en gräns på 16 år när det kommer till åldern på en enskild buss, men undantag finns. De äldsta bussarna i HRT:s trafik är byggda 2005.

### Scala
En av huvudstadsregionens och hela Finlands mest använda stadsbusstyper. Tillverkades åren 2001 till 2013 av Lahden Autokori. Scala designades helt från grunden till skillnad från Volvo 8700 och andra vanliga busstyper i början av 2000-talet som var vidareutvecklingar av deras föregångare. Tillverkades, utom ett undantag, alltid på Scania-chassin, och är trots sin ålder, en vanlig syn i Helsingfors, Esbos och Vandas kollektivtrafik. Scala-bussar utgör majoriteten av stomlinje 550, den mest använda av HRT:s busslinjer. År 2005 och 2009 uppdaterades modellen. De slutade att tillverkas år 2013 i och med Lahden Autokoris konkurs.

### Volvo 8700 och 8700LE
Mycket vanlig busstyp i både höggolvs- (8700) och låggolvsform (8700LE). Tillverkades från 2002 till 2011. Fram till 2013 kördes stomlinje 550 av 8700LE-bussar. Tillsammans med Scala är Volvo 8700LE HRT:s äldsta busstyper.

### Volvo 8900LE
Ersatte Volvo 8700LE år 2012 som Volvos standardbuss i HRT:s trafik.

### Scania OmniExpress 320LE
Ersatte Scala år 2014 som Scanias alternativ för låggolvsstadsbuss. Tillverkades fram till 2017 i Lahden Autokoris tidigare lokaler. Används på stomlinje 560 tillsammans med 8900LE.

### Scania Citywide LE Suburban
Ersatte OmniExpress 320LE år 2017. Används på stomlinje 200 och 510.

### YUTONG
Kinesiska elbussar i användning av pohjolan liikenne och tammelundin liikenne. På stombussar 500, 520 och 530 används stombussfärger.

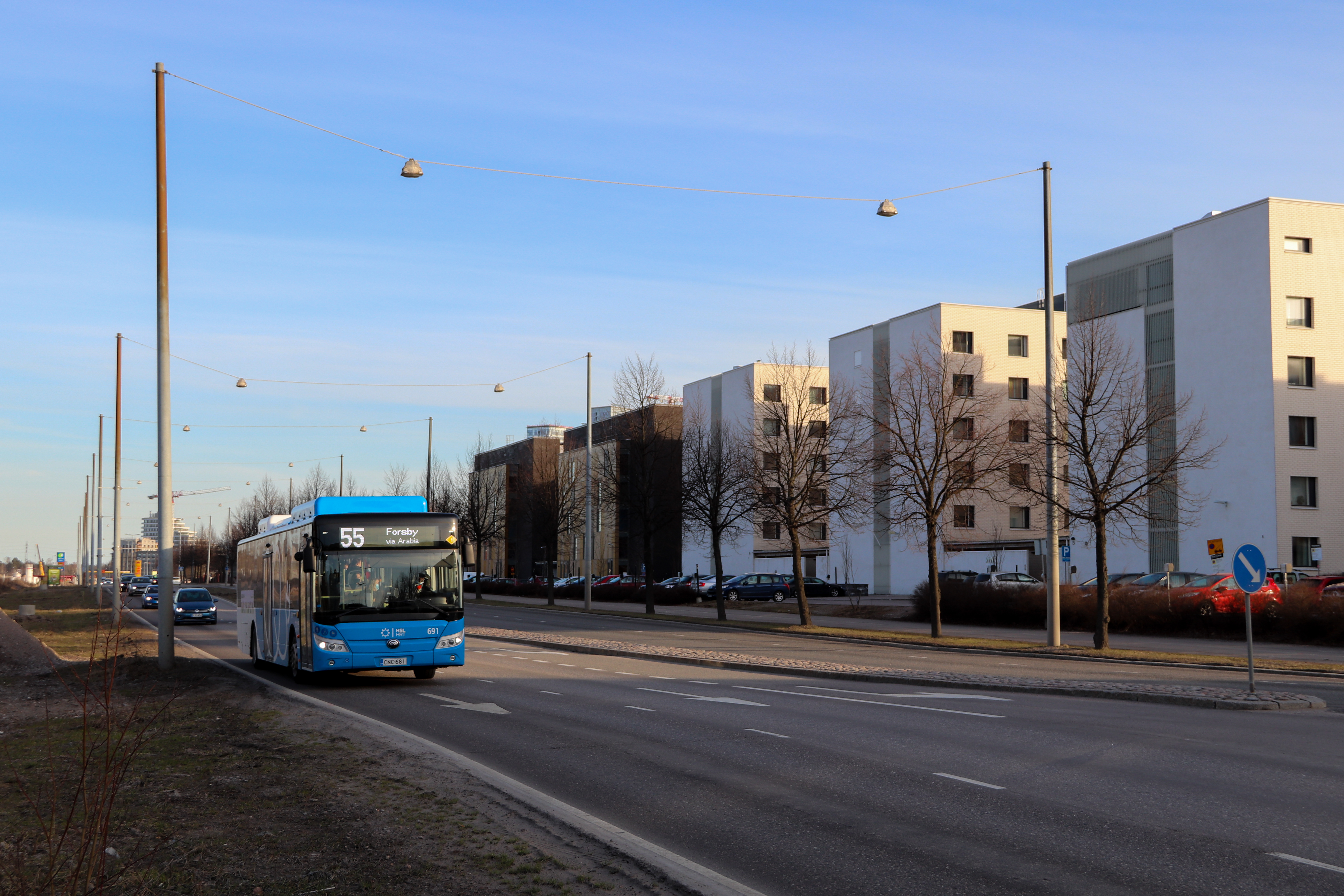
Yutong på Hermanns strandväg

BYD är nya kinesiska elbussar i Nobinas trafik. På stomlinjerna 20, 30 och 40 används ledbussversioner.